# Insulin-Trennkost
Als Insulin-Trennkost wird ein Trennkost-Ernährungssystem zum Abnehmen bezeichnet, das sich nach dem Insulinhaushalt richtet. Es wurde von dem Essener Ernährungsmediziner und Sachbuchautor Detlef Pape (1954–2017) unter der Bezeichnung Schlank im Schlaf (SIS) entwickelt. Ziel ist es, den Insulinspiegel durch gezielte Auswahl der Nahrungsmittel und lange Pausen zwischen den Mahlzeiten absinken zu lassen. Ein hoher Insulinspiegel im Blut hemmt den Abbau von Fett (Lipolyse) aus den Fettzellen des Körpers (Adipozyten).
Die Deutsche Gesellschaft für Ernährung (DGE) rät von der Insulin-Trennkost ab, da die Trennung von Kohlenhydraten und Proteinen im Essen keinen Sinn habe und im Alltag sehr kompliziert sei. Entgegen früheren Annahmen könne der Körper durchaus Kohlenhydrate und Proteine gleichzeitig verdauen. Zudem seien Kohlenhydrate – insbesondere Getreideprodukte – ein wichtiger Bestandteil gesunder Ernährung. Obwohl die theoretische Begründung für diese und ähnliche (Hay’sche Trennkost, Trennkost nach Martin Noelke) Diätformen widerlegt ist, könnten sie eine positive Wirkung auf den Blutzuckerspiegel haben; eine ausreichende Nährstoffversorgung ist jedenfalls gewährleistet.